# Mielinopatías

## Introducción
Cuando el neurotóxico accede al Sistema Nervioso, puede tener diferentes dianas dentro de la neurona:
1. Se produce una neuronopatía si su diana es el cuerpo celular de la neurona.
2. Se produce una axonopatía si el axón de la neurona es su diana.
3. Si la toxicidad se produce en la Banda de mielina da lugar a una mielinopatía.
4. Si es la transmisión nerviosa (neurotransmisores): Toxicidad en la transmisión.[1]

## Mielinopatía
Las mielinopatías son afectaciones de la banda de mielina de las neuronas. La mielina es un constituyente de las neuronas cuya función es el aislamiento eléctrico del axón, sintetizada en el sistema nervioso central por los oligodendrocitos y en sistema nervioso periférico por las células de Schwann. Está constituida por fosfolípidos principalmente. 
Si la mielina se altera, se altera el impulso nervioso, y éste se enlentece. En casos graves, cuando la desmielinización es más extensa, puede producirse un bloqueo de la transmisión del mismo. 

## Clasificación
Por acción de tóxicos se pueden dar dos tipos de lesiones en la mielina:
- Primaria. Ocurre cuando el tóxico actúa directamente sobre la mielina.
- Secundaria. Ocurre cuando el tóxico actúa sobre el axón y como consecuencia de ello se produce daño en la mielina.

## Mecanismo
En las mielinopatías se produce la alteración de la mielina; si la mielina se altera, se altera el impulso nervioso, y éste se enlentece. En casos graves, cuando la desmielinización es más extensa, puede producirse un bloqueo de la transmisión del mismo. Los mecanismos de alteración de la mielina pueden ser:
1. Si un tóxico llega hasta ella se disuelve y provoca que ésta se despegue del axón, se produce un hinchamiento de la mielina y a esto se le conoce con el nombre de edema intramielínico.
2. Por acción de un tóxico también se puede perder la mielina (desmielinización), también llamada degeneración segmentaria (pérdida de mielina).

En estas últimas, lo primero que ocurre es la retracción de las células de Schwann (distribuidas al azar); posteriormente, la mielina próxima a los nódulos de Ranvier sufre una dilatación o tumefacción que ocasiona la disociación de la banda, la formación de masas redondeadas y la desintegración de los lipoides en sus grasas neutras. Estas grasas neutras son fagocitadas y arrastradas de tal manera que forman espacios o vacuolas que pueden rellenarse de líquido.
Si las mielinopatías desmielinizantes se producen en los nervios periféricos o en sus raíces se denominan polineuropatías desmielinizantes.

## Etiología
Tres posibilidades:
- Viral.
- Inmunológica: tras reacciones Ag-Ac.
- Tóxica: Los tóxicos causantes de mielinopatías suelen ser compuestos liposolubles (necesitan ser compuestos pequeños y apolares para ser capaces de atravesar la BHE).

## Regeneración
Solo se consigue la recuperación de la mielina en el SNP (sistema nervioso periférico). Esto no es posible en el caso de la mielina del SNC (sistema nervioso central). Después de una desmielinización, la recuperación no es total sino parcial.

## Compuestos
Tabla1. Compuestos que producen efectos tóxicos sobre los neurotransmisores.
| AGENTE NEUROTÓXICO                     | MANIFESTACIONES NEUROLÓGICAS                                                     | BASE CELULAR DE LA NEUROTOXICIDAD                                                                           |
| Acetiletiltetrametil tetrailina (AETT) | Hiperexcitabilidad, temblores (en las ratas).                                    | Edema intramielínico.                                                                                       |
| Amiodarona                             | Neuropatía periférica.                                                           | Degeneración axonal y desmielinización; lisosomas cargados de lípidos en las células de Schwann.            |
| Bromuro de etidio                      |                                                                                  | Edema intramielínico.                                                                                       |
| Cuprizona                              | Encefalopatía (en animales de experimentación)                                   | Status espongiosus de la sustancia blanca, edema intramielínico (en fases precoces); gliosis (tardíamente). |
| Disulfiram                             | Neuropatía periférica.                                                           | Degeneración axonal, hinchazón de la parte distal de los axones.                                            |
| Hexaclorofeno                          | Irritabilidad, confusión, convulsiones.                                          | Edema intramielínico en el SNC y SNP, degeneración axonal tardía.                                           |
| Lisolecitina                           | Solo por inyección directa en el SNP o SNC en animales de experimentación.       | |
| Perhexileno                            | Neuropatía periférica.                                                           | Neuropatía desmielinizante, inclusiones unidas a la membrana en las células de Shcwann.                     |
| Telurio                                | Hidrocefalia, parálisis de miembros inferiores (en animales de experimentación). | Neuropatía desmielinizante, lipofuscinosis.                                                                 |

## Ejemplos de enfermedades
El síndrome de Guillain-Barré, es una neuropatía periférica que se caracteriza por parálisis motora simétrica y debilidad en los pies que asciende hasta llegar hasta los nervios craneales pudiendo requerir intubación endotraqueal y ventilación mecánica en los casos en los que la neuropatía avanza muy rápido.
Su aparición se relaciona con infecciones víricas y con exposición a diferentes tóxicos, especialmente metales pesados pero su mecanismo parece de base inmunitaria.
El tratamiento específico se basa en la inmunoglobulina intravenosa y la plasmaféresis.